# Joachim Kümmritz
Joachim Kümmritz (* 7. Juli 1949 in Berlin) ist ein deutscher Theaterintendant.

## Leben
Der gelernte Facharbeiter für Mess- und Regelungstechnik schloss sein Studium für Ökonomie 1976 als Ingenieurökonom ab. Seit 1979 war Joachim Kümmritz am Mecklenburgischen Staatstheater Schwerin in verschiedenen Positionen tätig, u. a. als Leiter der Materialwirtschaft und Grundfondsökonomie sowie Direktor für Ökonomie und Planung. 1990 wurde er zum stellvertretenden Generalintendanten ernannt. Von 1993 bis 1999 war er Geschäftsführender Intendant, ab 1999 Generalintendant und von 2000 bis 2016 Generalintendant und Geschäftsführer des Mecklenburgischen Staatstheaters Schwerin GmbH. Sein Nachfolger in Schwerin wurde Lars Tietje.
Seit März 2014 war Kümmritz zusätzlich als Geschäftsführer und Intendant der Theater und Orchester GmbH Neubrandenburg/Neustrelitz beschäftigt. Kümmritz erhielt 2016 einen Zweijahresvertrag als Intendant des Volkstheaters in Rostock. Jeweils zum Beginn der Spielzeit 2019/20 wurden Sven Müller in Neubrandenburg/Neustrelitz und Ralph Reichel in Rostock Nachfolger von Kümmritz.